# Uri Nissan Gnessin
Uri Nissan Gnessin (în ebraică:אוּרי ניסן גְנֶסִין: rusă: Ури Нисан Гнесин; 29 octombrie 1879, Starodub, Imperiul Rus - 6 martie 1913, Varșovia, Polonia) a fost un scriitor evreu ruso-polonez de limba ebraică, care s-a distins mai ales prin povestiri și nuvele. În afară de aceasta a scris și poezii, critică literară și a tradus în ebraică din literatura universală. 

## Biografie
Uri Nissan Gnessin s-a născut în 1879 în Imperiul Rus, la Starodub, în gubernia Cernigov din sud-vestul Rusiei (în zilele noastre în raionul Briansk din Federația Rusă)
Fratele sau mai mic, Menahem Gnessin (1882-1952), a fost actor de teatru, unul din fondatorii Teatrului Habima în limba ebraică. Au crescut în localitatea Pocep în Belarus , unde tatăl său, Yehoshua Natan (Nota sau în idil, Nosn) Gnessin, care era rabin, lucra ca director de ieșiva. În timpul studiilor la ieșiva, Gnessin l-a avut drept coleg de școală pe viitorul scriitor ebraic Yossef Haim Brenner, care i-a devenit prietenul cel mai apropiat. Ulterior, la un an după moartea lui Gnessin, Brenner și-a chemat fiul Uri Nissan, în amintirea acestuia. Brenner și Gnessin au redactat la vremea respectivă, gazeta ieșivei „Hakof” („Maimuța”), în care au publicat scrieri originale.
Primul articol al lui Gnessin a apărut în revista „Hamelitz”. El a mai publicat traduceri și povestiri în ziarele ebraice contemporane - „Hatzfira” (unde,de la vârsta de 18 ani, a devenit redactor, la recomandarea lui Nahum Sokolov), „Hador”,„Hazman”, „Reshafim” ,„Sifrut”, precum și în gazeta lui Itzhak Frenhof „Sefer Shaashuyim”.
Prima sa carte - „Tzileley Hahaim:Sipurim vetziurim” (Umbrele vieții:povestiri și schițe) a apărut în 1904 în editura „Tushiya” („Istețime”) din Varșovia. În acea perioadă a peregrinat prin mai multe orașe:Varșovia, Ekaterinoslav, Wilno și Kiev.  În 1906 Gnessin a înființat împreună cu Shimon Bychovski editura „Nisionot” („Încercări”). 
În 1907 Gnessin s-a aflat la Londra și a editat împreună cu Brenner revista „Hameorer” („Deșteptătorul”). Nereușita antreprizei a dus la o ruptură gravă a relațiilor dintre cei doi prieteni. În acelaș an el a emigrat în Palestina (în ebraică - Eretz Israel), aflată pe atunci sub stăpânire otomană, dar în 1908 a revenit în Rusia.
Gnessin a murit în anul 1913 într-un spital catolic din Varșovia, la numai 34 ani, ca urmare a bolii de inimă de care suferea. Înainte de a muri a fost găzduit un timp în casa din Varșovia a lui Itzhak Alterman, tatăl poetului Nathan Alterman. În ultima perioadă lucra la traducerea nuvelei „Crucea” a scriitorului norvegian Sigbjørn Obstfelder  și a nuvelei lui Jakob Wassermann, „Evreii din Zirndorf", care povestește despre epoca ereziei lui Sabetay Tzvi.
Gnessin a fost înmormântat în cimitirul evreiesc de lângă strada Okopowa din Varșovia.

## Activitatea literară

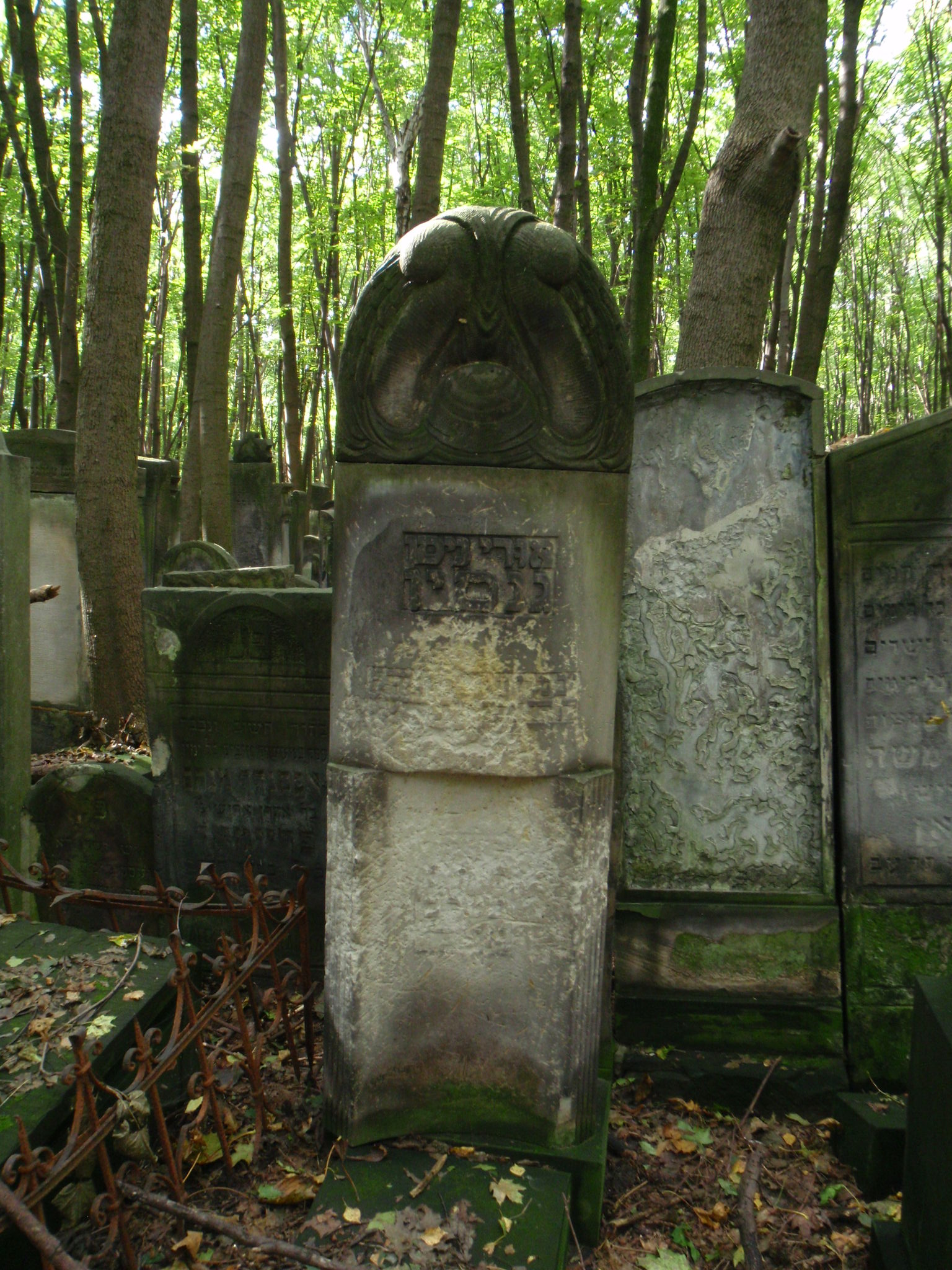
Mormântul lui Uri Nissan Gnessin la cimitirul evreiesc din Varșovia

Gnessin este considerat drept marele înnoitor al prozei ebraice în perioada renașterii naționale de la finele secolului al 19-lea și începutul secolului al 20-lea. Inovațiile sale, manifeste în limba și structura narațiunii și în descrierea personajelor nu au fost acceptate cu ușurință de către cititori de ebraică din vremea sa. În timpul vieții a avut, totuși, parte de aprecieri elogioase din partea celor mai însemnați critici literari, ca de pildă David Fischman sau tânărul pe atunci Fischel Lachower. Publicul a început să-și dea seama de importanța contribuției sale literare doar după moartea sa și mai ales după publicarea, la 4 luni de la stingerea sa din viață, a ultimei sale creații „Etzel” („La”).
Gnessin a exercitat o influență deosebită asupra unor altor scriitori ebraici, și mai ales asupra lui S. Izhar.
Inovațiile stilistice ale lui Gnessin în genul fluxului de conștiință sunt remarcabile și din perspectiva literaturii universale.
Gnessin a scris si articole de critica literară, a tradus în ebraică versuri de Baudelaire, de asemenea din povestirile lui Cehov, Heine și ale altora.

## Scrieri
Pe internet, pe portalul Ben Yehuda: 
- מעשה באוטלו", O povestire cu Otello
- סעודה מפסקת",  Cina dinainte de post
- הצדה",Hatzida (La o parte) 1905
- בטרם"   Mai înainte
- בינתיים". Beintaiym (Între timp) 1906
- בטרם Beterem („Mai înainte”)  1909
- אצל Etzel („La”) 1913 ,

## In memoriam
- Numele lui Gnessin a fost dat în Israel la mai multe străzi în Haifa, Tel Aviv, Ramat Gan și Givatayim

## Legături externe
- wikisursa:Enciclopedia Brockhaus-Efron